# Château Mouton Rothschild
Château Mouton Rothschild – winnica we Francji, będąca w posiadaniu rodziny Rothschildów, położona ok. 50 km na północny zachód od Bordeaux, w rejonie Médoc, w pobliżu wioski Pauillac oraz wino o tej samej nazwie. Początkowo nosiła nazwę Château Brane-Mouton, ale zmieniła ją na cześć Nathaniela de Rothschilda w 1853.

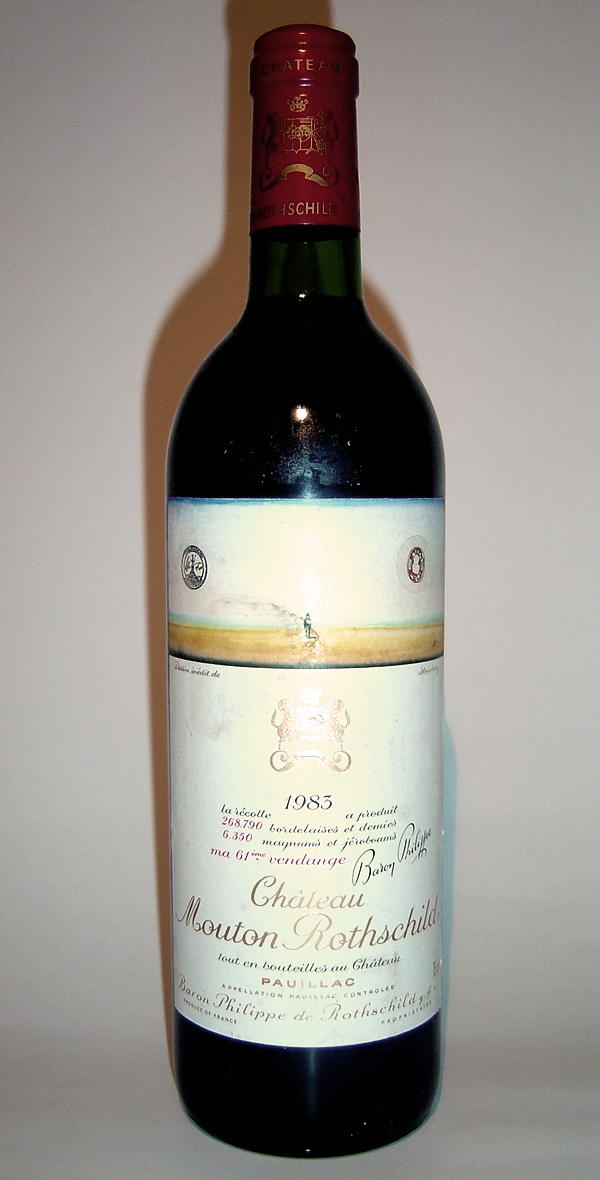
Butelka Mouton Rothschild z 1983 roku

W czołówce oficjalnej klasyfikacji win z Bordeaux z 1855, która opierała się w całości na cenach rynkowych trunku, pominięto tylko jedno wino: Château Mouton Rothschild. Choć ceny rynkowe miało zbliżone do Château Lafite-Rothschild, nie przyznano mu statusu Premier Cru.
W 1973 roku Mouton uzyskał status Premier Cru (jest to do dziś jedyna winnica, poza Château Cantemerle, której udało się zmienić swoją klasyfikację).

## Winnica
Château Mouton Rothschild produkuje przede wszystkich wina ze szczepu cabernet sauvignon. Ma 203 akry (0,8 km²) winorośli, na które składają się cabernet sauvignon (77%), merlot (11%), cabernet franc (10%) oraz petit verdot (2%). Jako jeden z ostatnich producentów z rejonu Médoc fermentuje wino w dębowych kadziach i leżakuje w nowych dębowych beczkach.

## Roczniki
Château Mouton Rothschild wyprodukowało wiele cenionych roczników win. Najlepsze z nich to roczniki 1945, 1982 i 1986 (wszystkie uzyskały maksymalną liczbę 100 punktów zarówno w rankingu magazynu „Wine Spectator”, jak i Roberta Parkera). Rocznik 1970 zajął drugie miejsce (jako najlepiej ocenione wino francuskie) w słynnych testach win z 1976 roku.